# George Edmund Butler

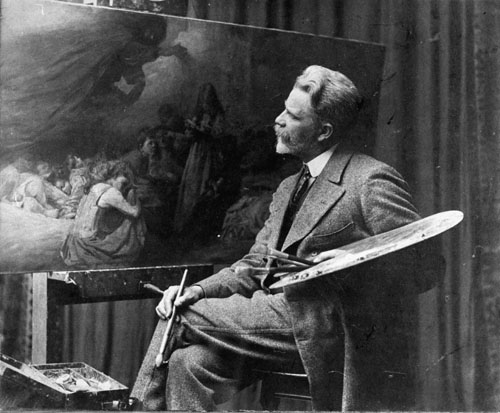
George Edmund Butler im Jahr 1932

George Edmund Butler (* 15. Januar 1872 in Southampton, England; † 9. August 1936 in Twickenham, England) war ein englischer Künstler, der sich zur Zeit des Ersten Weltkrieges – insbesondere in seiner Wahlheimat Neuseeland – einen Namen als Kriegsmaler gemacht hat. Neben Horace Millichamp Moore-Jones und Nugent Welch zählt er zu den bedeutendsten Künstlern Neuseelands zur Zeit des Ersten Weltkrieges.

## Leben

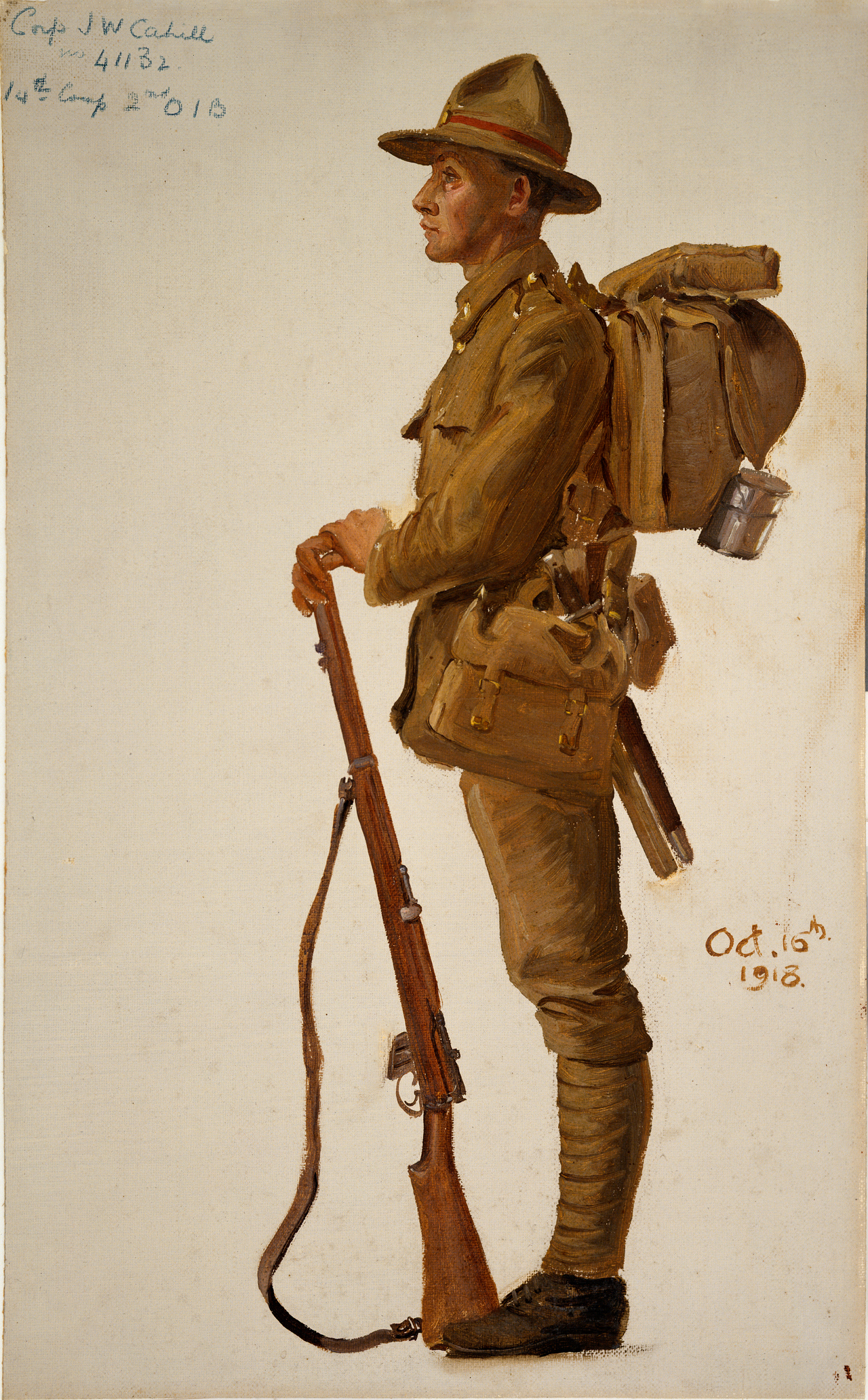
George Edmund Butler: Full marching kit, 1918

Geboren im südenglischen Küstenort Southampton, immigrierte George Edmund Butler im Alter von elf Jahren, gemeinsam mit seinen Eltern Joseph Cawte Butler und Jane Tiller, nach Neuseeland. Die Familie ließ sich in der Hauptstadt Wellington nieder, in der Butler auch den Großteil seiner Jugend verbrachte. Seine künstlerische Laufbahn startete der Engländer am Wellington Technical College, als Schüler des bekannten neuseeländischen Malers James Nairn.
Nachdem Butler im Jahre 1897 gemeinsam mit dem Kunsthändler McGregor Wright nach Sydney in die National Art Gallery gereist war, beschloss er, sein Leben fortan noch intensiver der Kunst zu widmen. Zwei Jahre später zog er deshalb zurück in seine ursprüngliche Heimat England, um an der Lambeth School in London sein Studium zu vertiefen und es anschließend in Paris an der Académie Julian fortzusetzen. Am 29. April 1899 heiratete er seine erste Ehefrau Sarah Jane Popplestone in Lyndhurst, Hampshire. Aus der gemeinsamen Ehe gehen zwei Kinder hervor.
Gekrönt wurde sein Europaaufenthalt durch eine Goldmedaille, die er von der Kunstakademie in Antwerpen für seine malerischen Leistungen verliehen bekam. Im Jahr zuvor hatte der englische Künstler George Clausen diese Auszeichnung erhalten.

## Künstlerisches Schaffen
Im Jahr 1900 kehrte Butler – nach einem zweijährigen Aufenthalt in Europa und einem abgeschlossenen Studium – zurück nach Neuseeland. Dank seiner gewonnenen Reputation, die er im Zuge seiner Auszeichnung in Belgien erlangte, durfte er seine Werke in den wichtigsten Galerien des Landes ausstellen. Er wurde als aufstrebender Künstler gefeiert, erzielte aber dennoch keinen finanziellen Gewinn. Stattdessen versuchte er sich mit kleineren Aufträgen und Zeichenkursen über Wasser zu halten. In der Hoffnung auf größeren Erfolg beschloss der nun 33-jährige Maler im Jahr 1905 erneut nach Europa zurückzukehren.

## Karriere als Kriegsmaler
Zurück in Europa begann Butler in Bristol am dortigen College zu lehren und sich einen ausgezeichneten Ruf als Porträt- und Landschaftsmaler zu erarbeiten. Im Gegensatz zu seiner neuseeländischen Heimat hatte er dort Erfolg. Seine Werke wurden in renommierten Galerien, wie London und Paris gezeigt. Neben zahlreichen anderen Aufträgen erreichte Butler im Jahr 1918 – also kurz vor Ende des Ersten Weltkrieges – eine Anfrage des neu gegründeten New Zealand Expeditionary Force War Museum Committee (NZEF War Museum Committee), das ihn als Kriegsmaler für Neuseeland engagieren wollte. Er nahm den Auftrag umgehend an und begleitete die neuseeländischen Soldaten an der französischen und belgischen Front bis Ende des Krieges. In der Zeit zwischen September und November 1918 fertigte er alleine 53 Zeichnungen und Porträts an – auch private Anfragen diverser Offiziere nahm er entgegen.

### Neuseelands Teilnahme am Ersten Weltkrieg

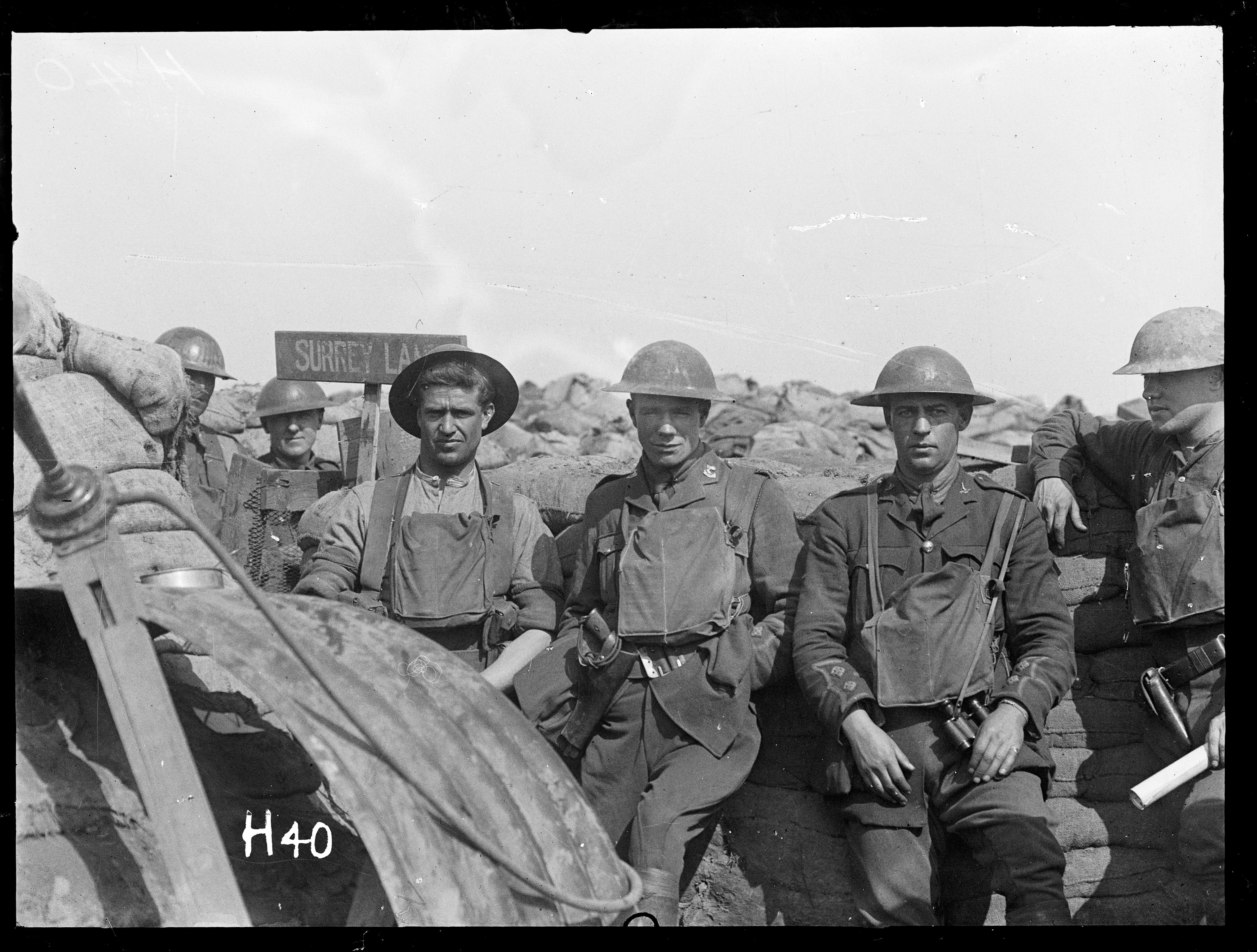
Neuseeländische Soldaten während des Ersten Weltkrieges

Obwohl der Erste Weltkrieg größtenteils in Zentraleuropa ausgetragen wurde, waren weltweit viele unterschiedliche Nationen daran beteiligt – so auch Neuseeland. Zu Beginn des Krieges 1914 zählte das Land mehr als eine Million Einwohner, mehr als 18.000 Soldaten starben, knapp 60.000 Menschen kehrten stark verwundet in ihr Heimatland zurück. Insgesamt diente jeder zehnte Einwohner im Kriegseinsatz in Europa. Die Stationierungen lagen hauptsächlich in England, Frankreich oder Belgien.

## Tod
Nachdem George Edmund Butler Neuseeland ein weiteres Mal verlassen hatte, um sich in England ein neues Leben aufzubauen, starb er 1936 in London, ohne jemals wieder Neuseeland besucht zu haben. Er hinterließ neben seinen beiden Kinder, seine zweite Ehefrau, die er im Jahr 1929 – ein Jahr nach dem Tod seiner ersten Frau – geheiratet hatte.

## Werke
Mehr als 100 seiner Werke befinden sich im Archiv für neuseeländische Kriegskunst. Butler gilt damit als erfolgreichster Kriegsmaler Neuseelands. Seine Karriere begann früh, schon im Alter von 20 Jahren erlangte er in Neuseelands Kunstszene mit seinen Landschaftsbildern große Bekanntheit.
Seine Reputation, die er mit Hilfe seiner Öl- und Wasserfarbengemälde erzielte, verhalf ihm schlussendlich bei seinem zweiten – und letzten – Europaaufenthalt zu seinem Auftrag als Kriegsmaler. Erstaunlich ist dabei vor allem, dass Butler zuvor noch nie als Soldat gedient hatte. Er erlebte den Krieg demnach aus den Augen eines normalen Bürgers, der das erste Mal all das Leid und Elend hautnah mitbekam. Diese Position half ihm, den Krieg aus einer gewissen geistigen Distanz heraus zu beobachten und verhältnismäßig unvoreingenommen zu skizzieren. Er wollte mit Hilfe seiner Bilder den neuseeländischen Bürgern einen Blick auf den Krieg gewähren, der fernab von ihrer Heimat ausgetragen wurde. Sein Ziel war, den tragischen Schauplätzen und vor allem seinen Soldaten Würde und Respekt zu verleihen.

Militär-Porträts
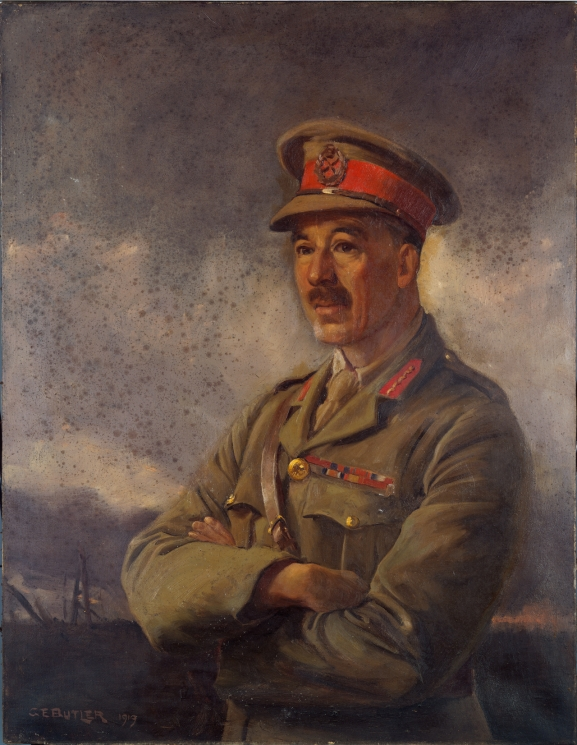
Brigadier General R Young, 1919
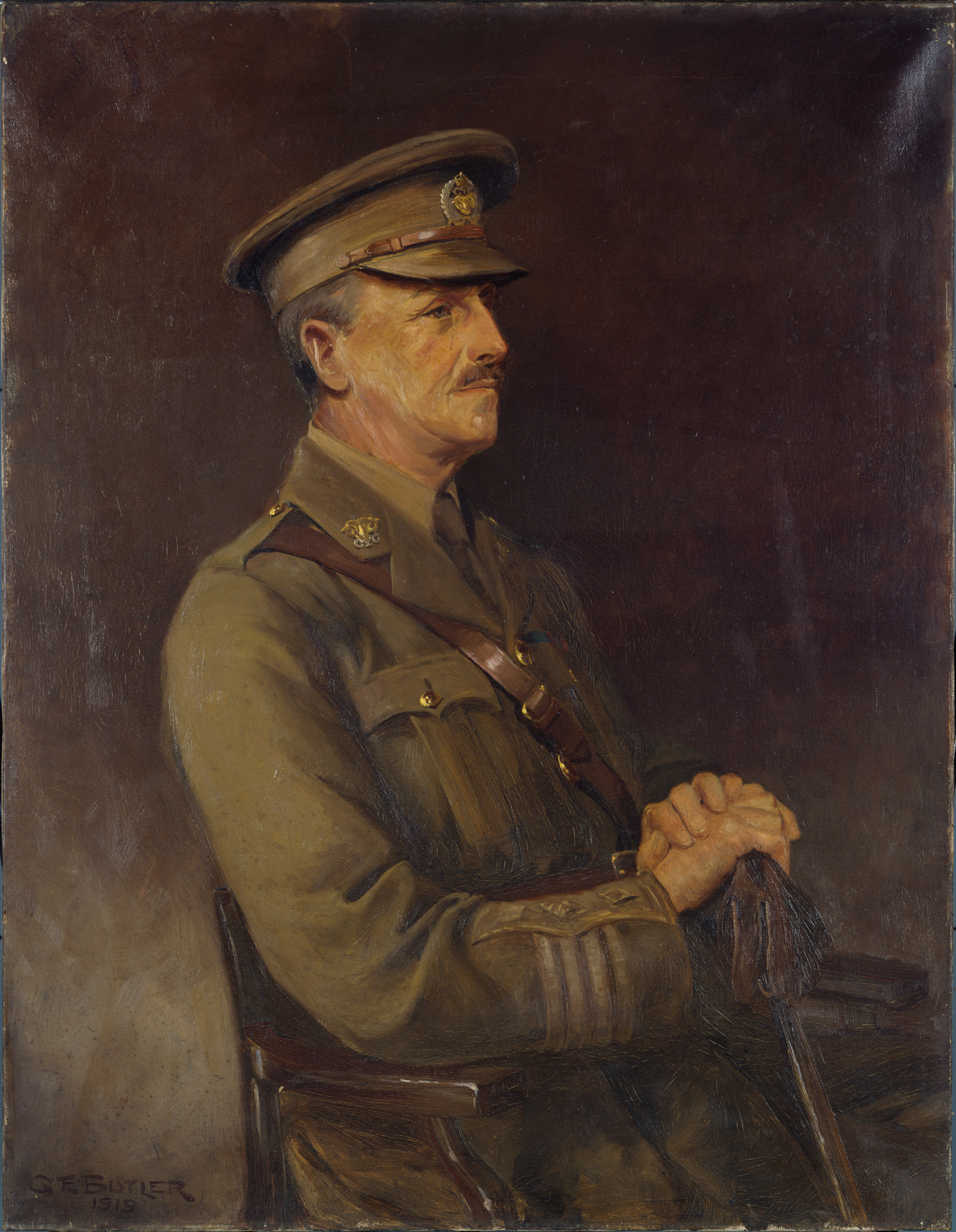
Colonel Sir R Heaton Rhodes, KBE
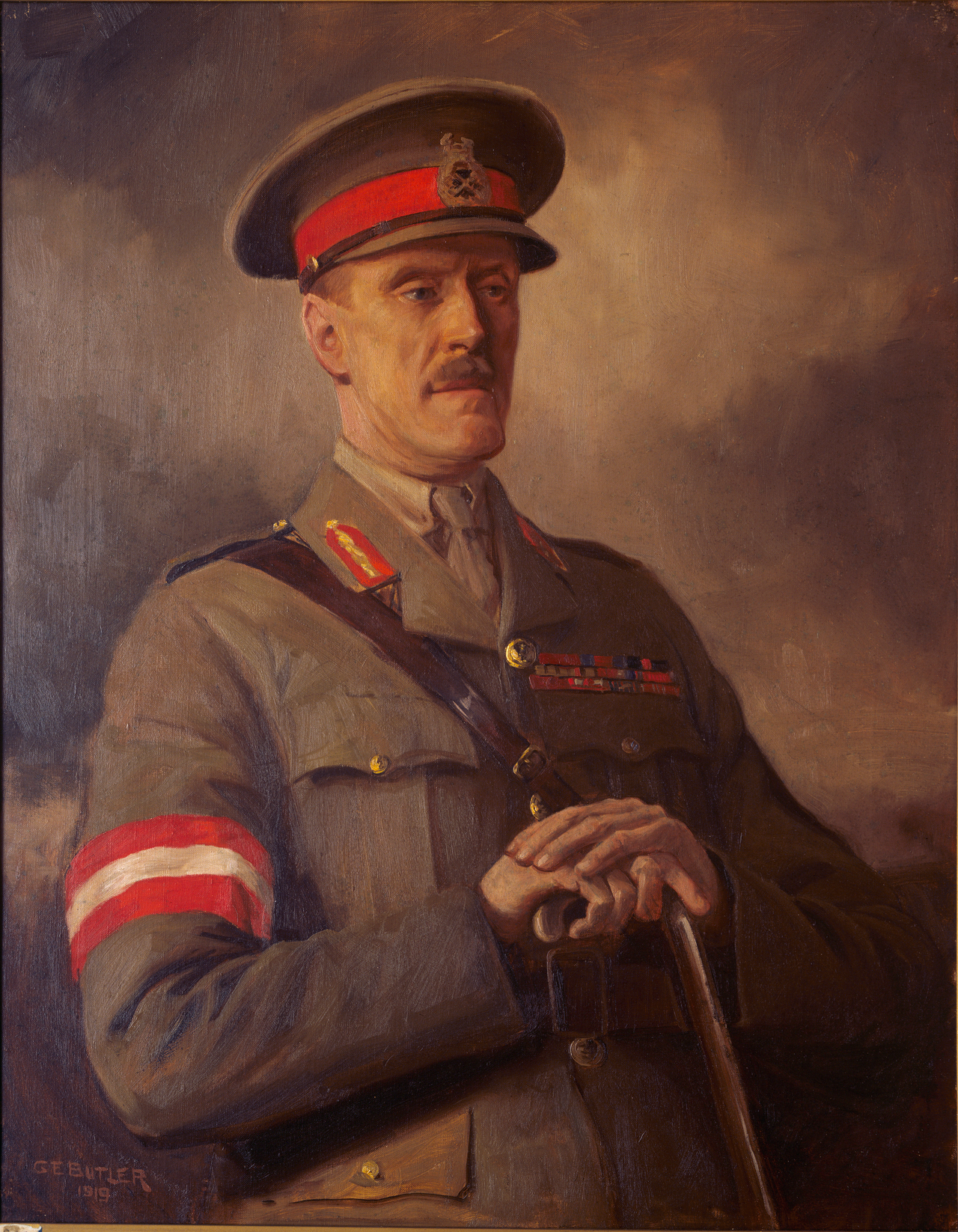
Lieutenant General Sir A J Godley
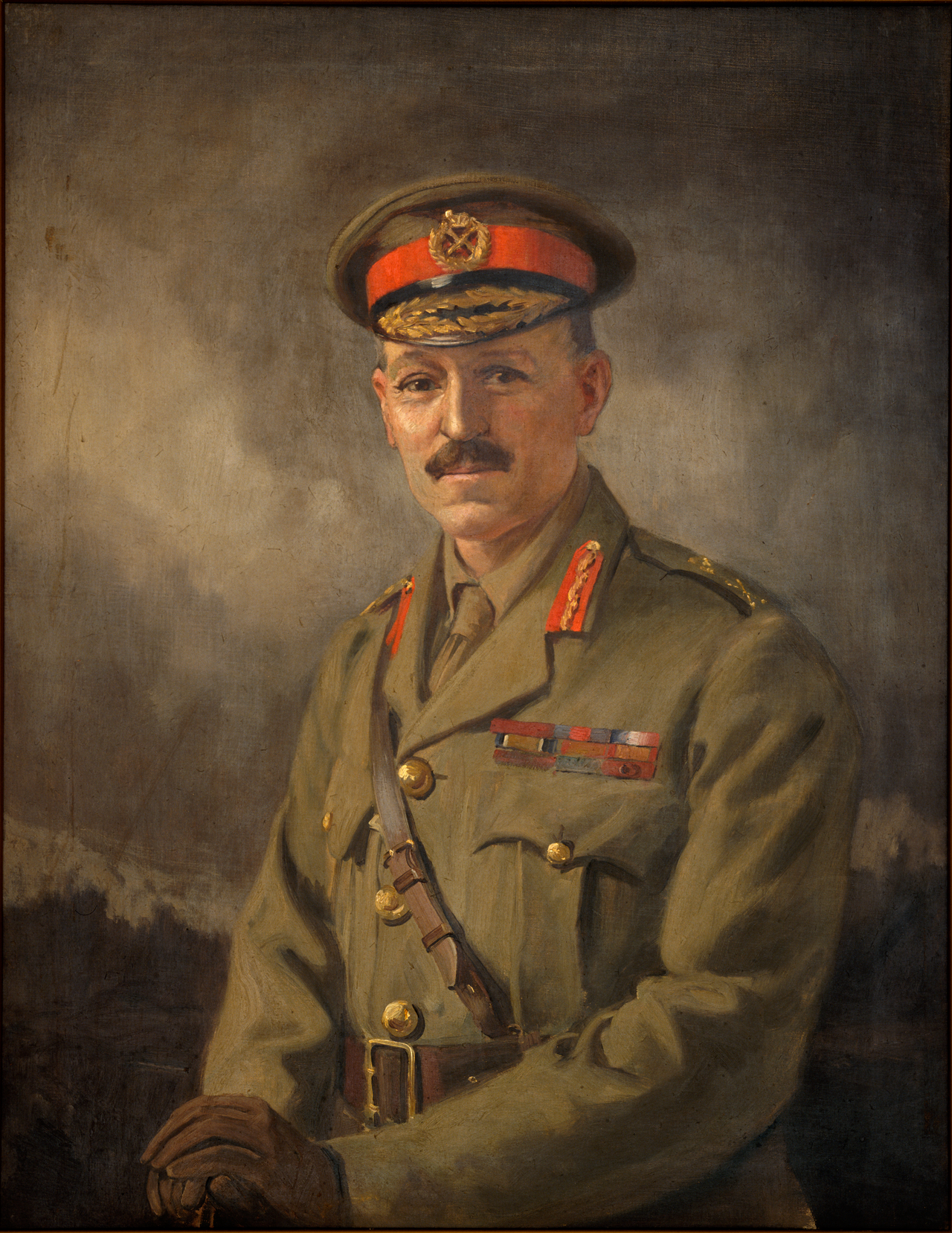
Major General Sir Andrew H Russell

Landschaften und Kriegsszenarien
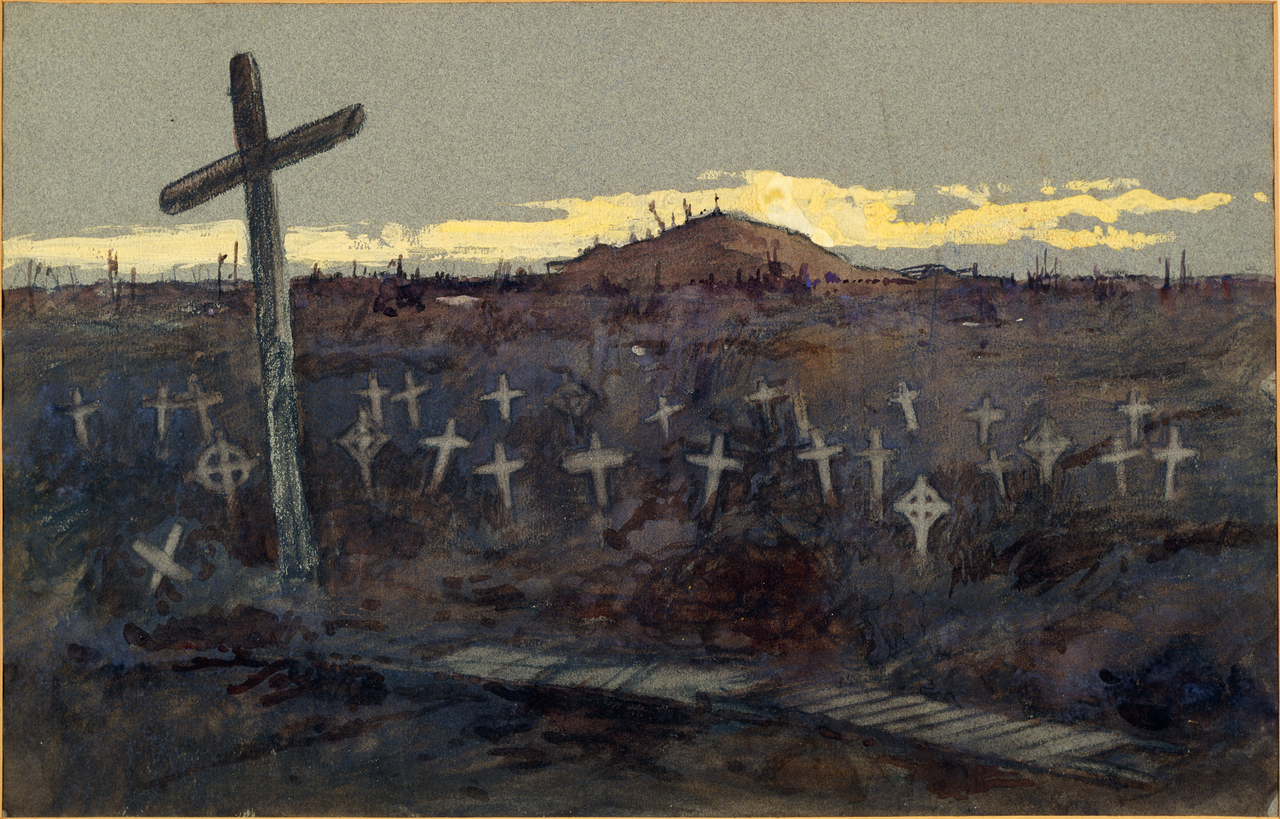
'The Battle of Polygon Wood
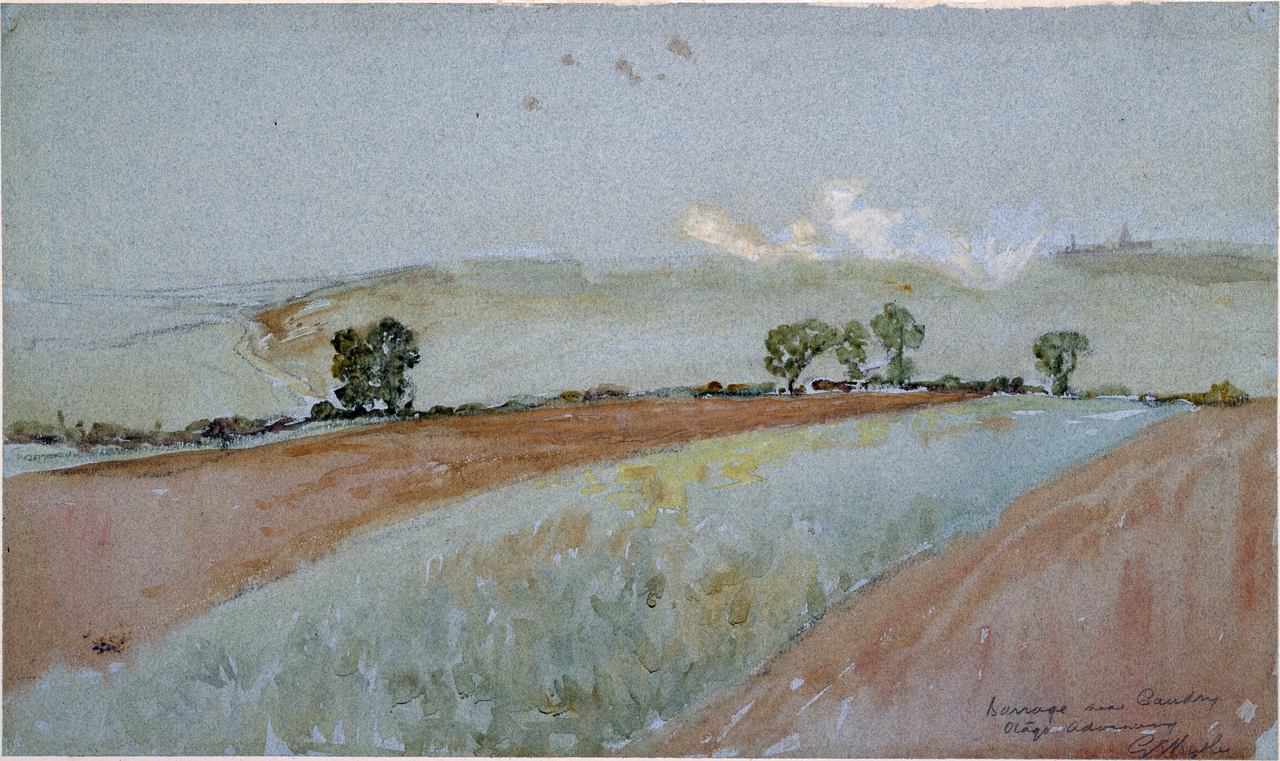
A barrage, Caudry, 2nd Otago attacking
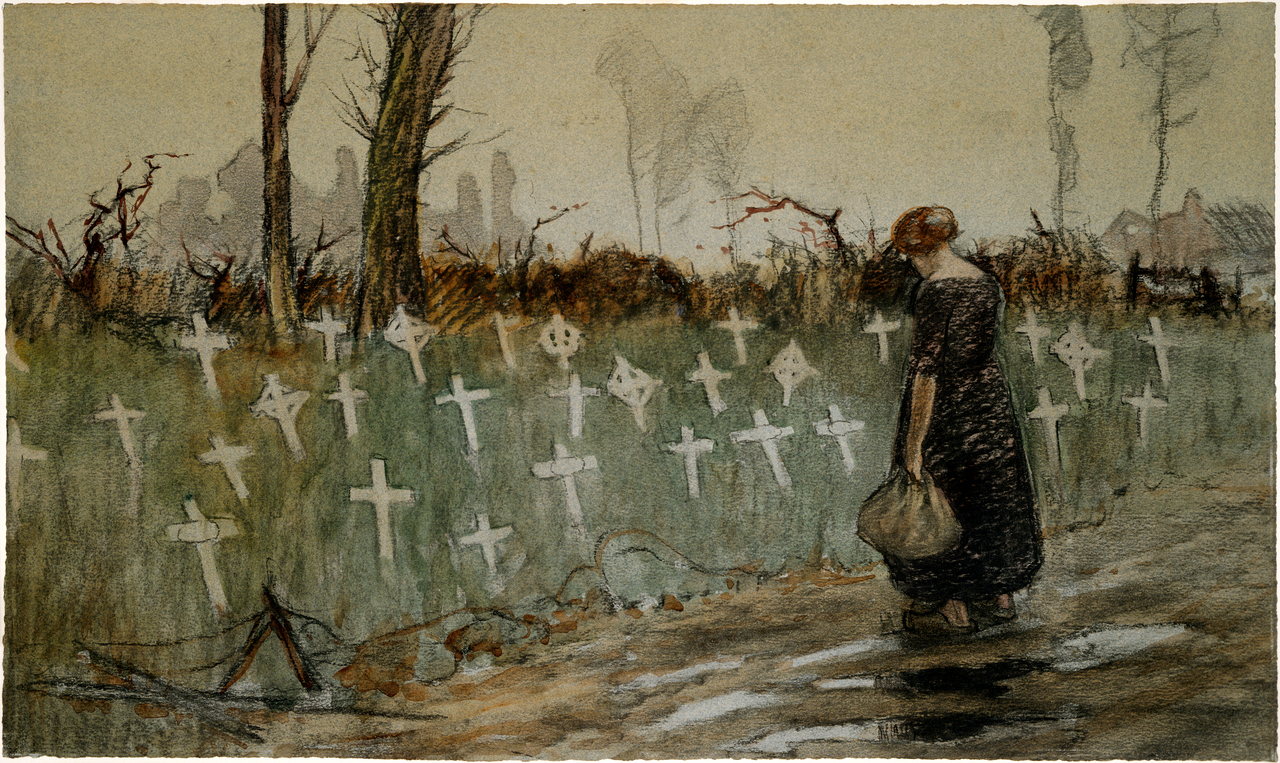
A roadside cemetery near Neuve Eglise
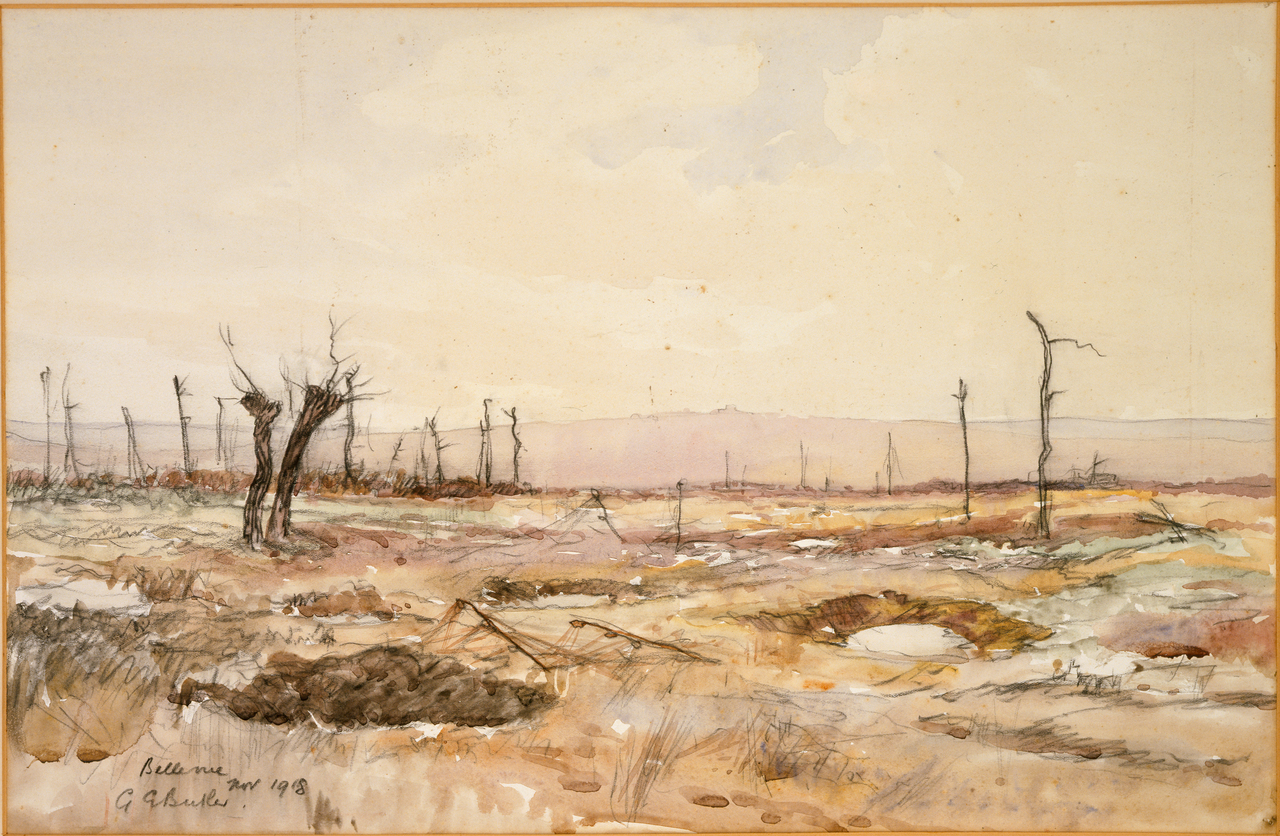
Bellevue Ridge
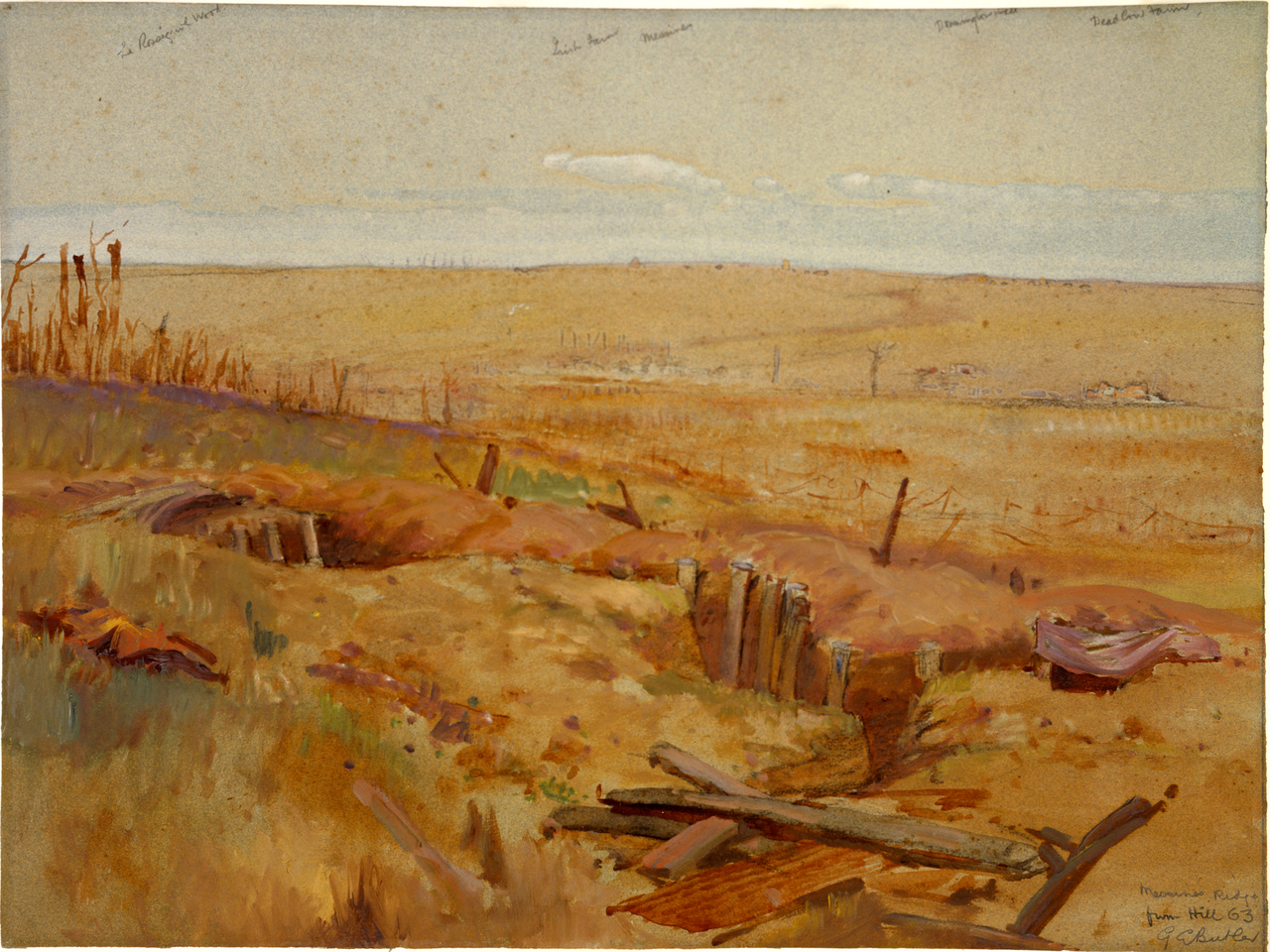
Messines Ridge from Hill 63
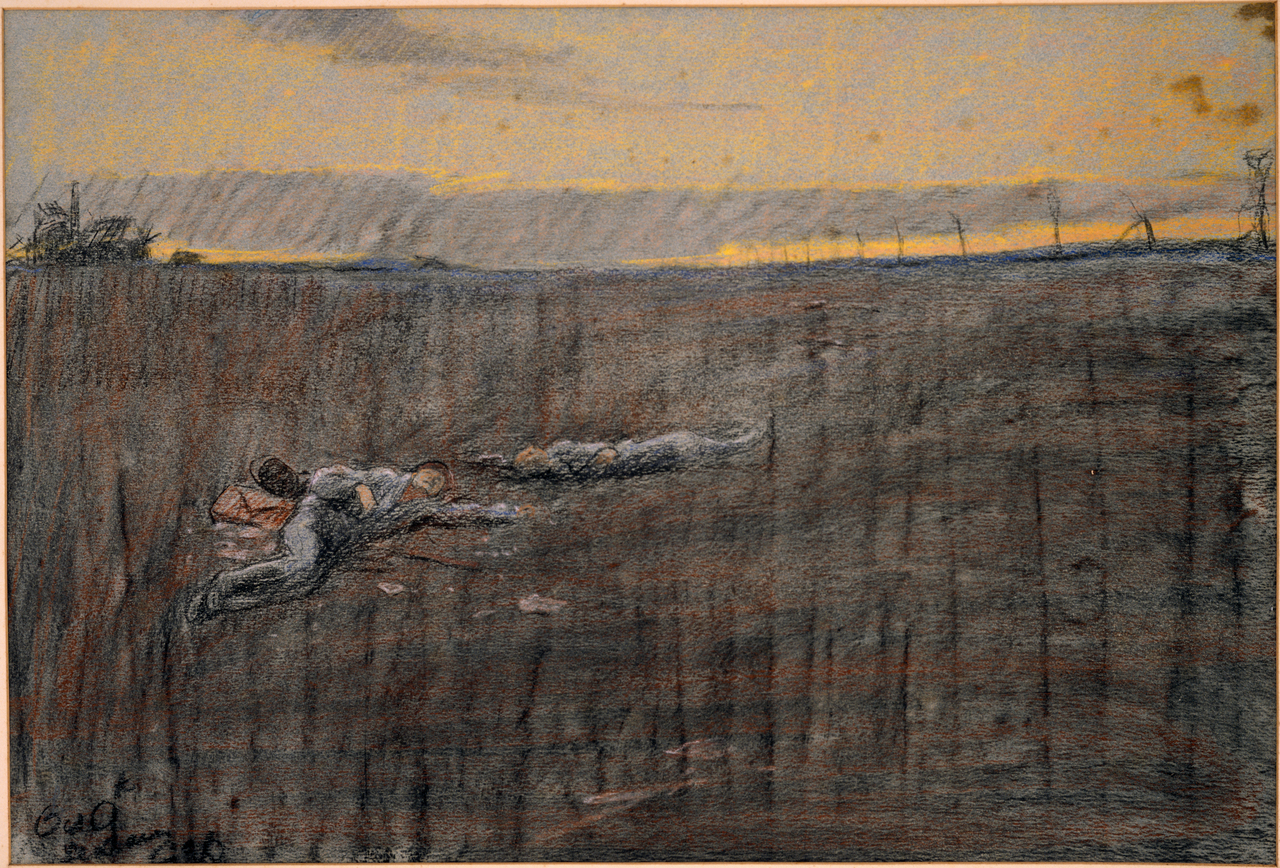
Outside Lesdain, 1918
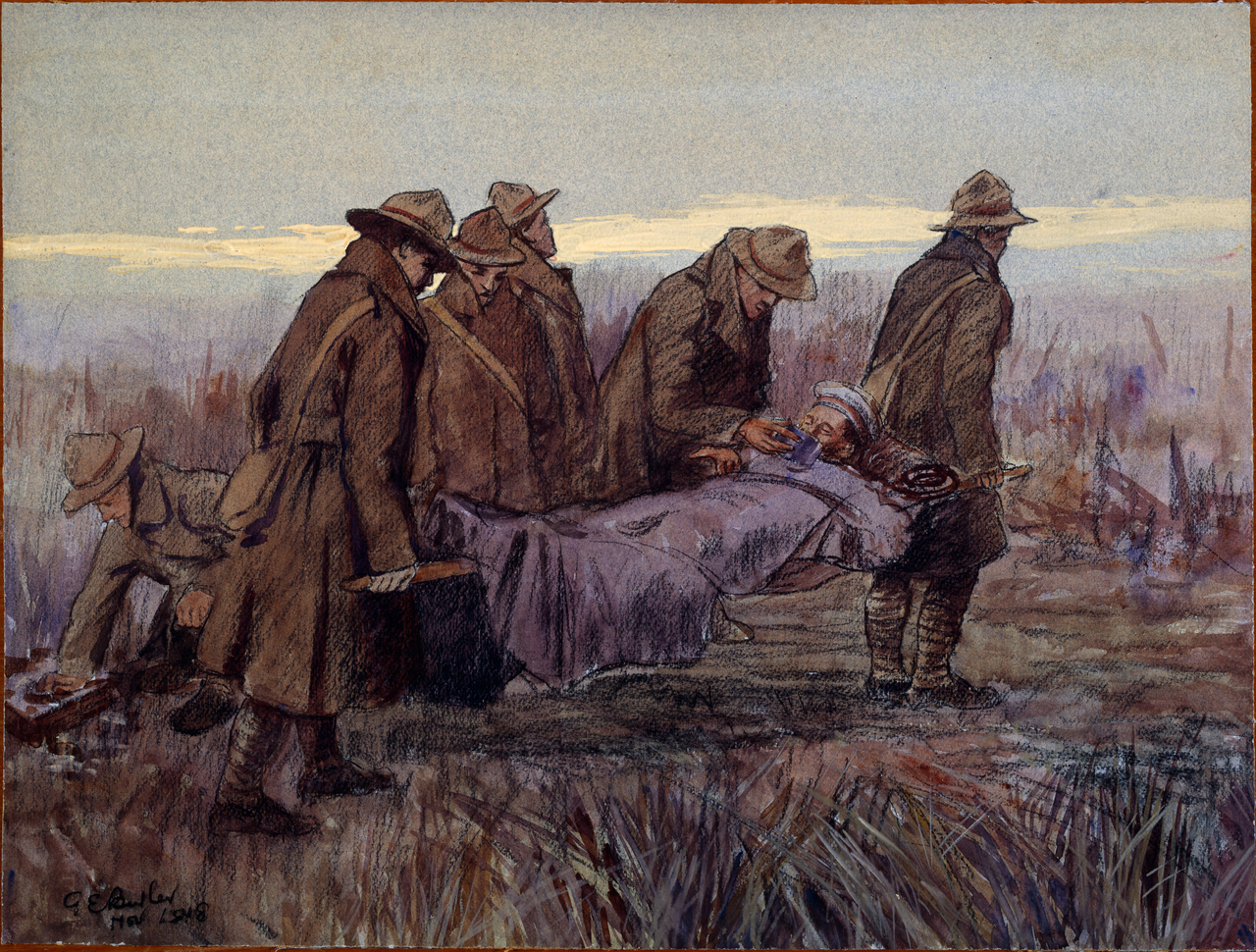
Stretcher Party
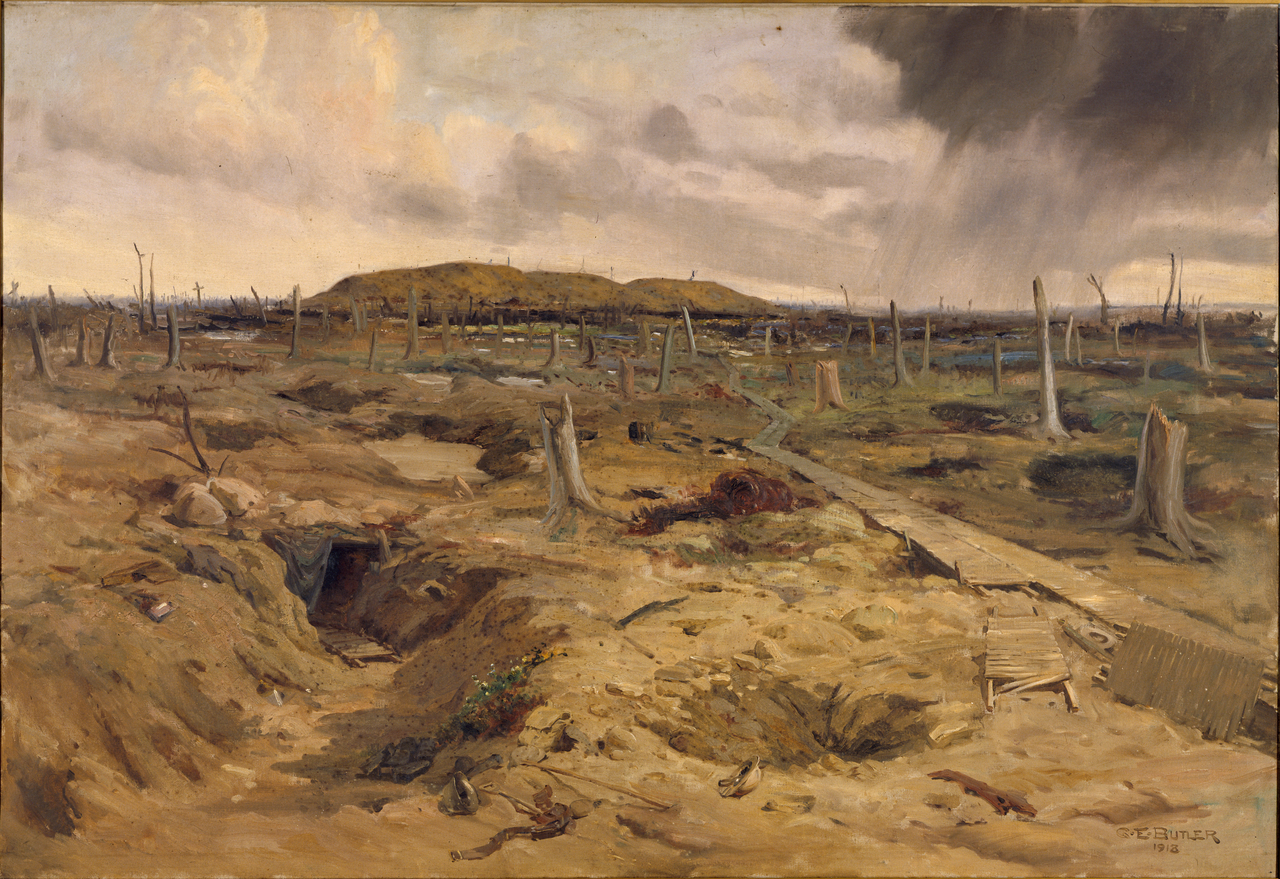
The Butte, Polygon Wood
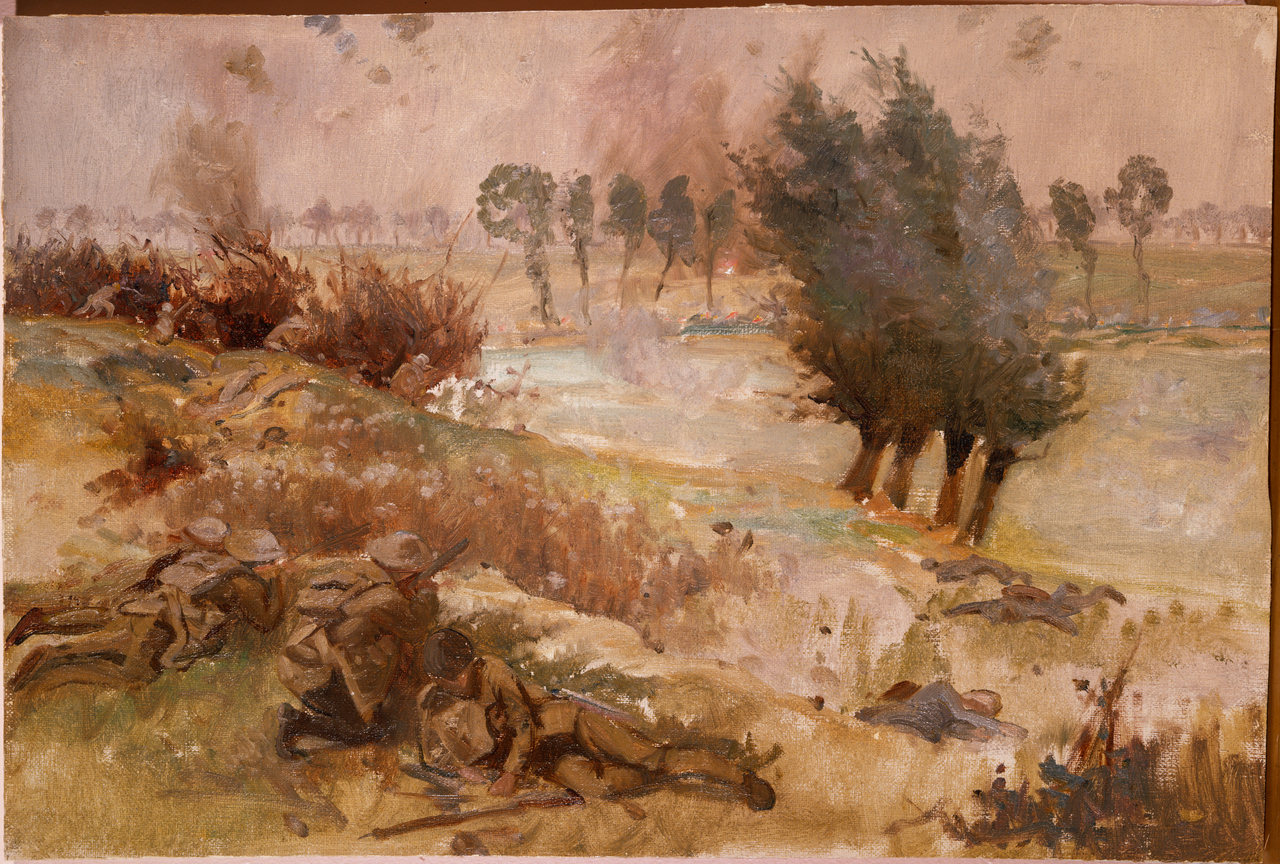
The fight at the quarry outside Bapaume
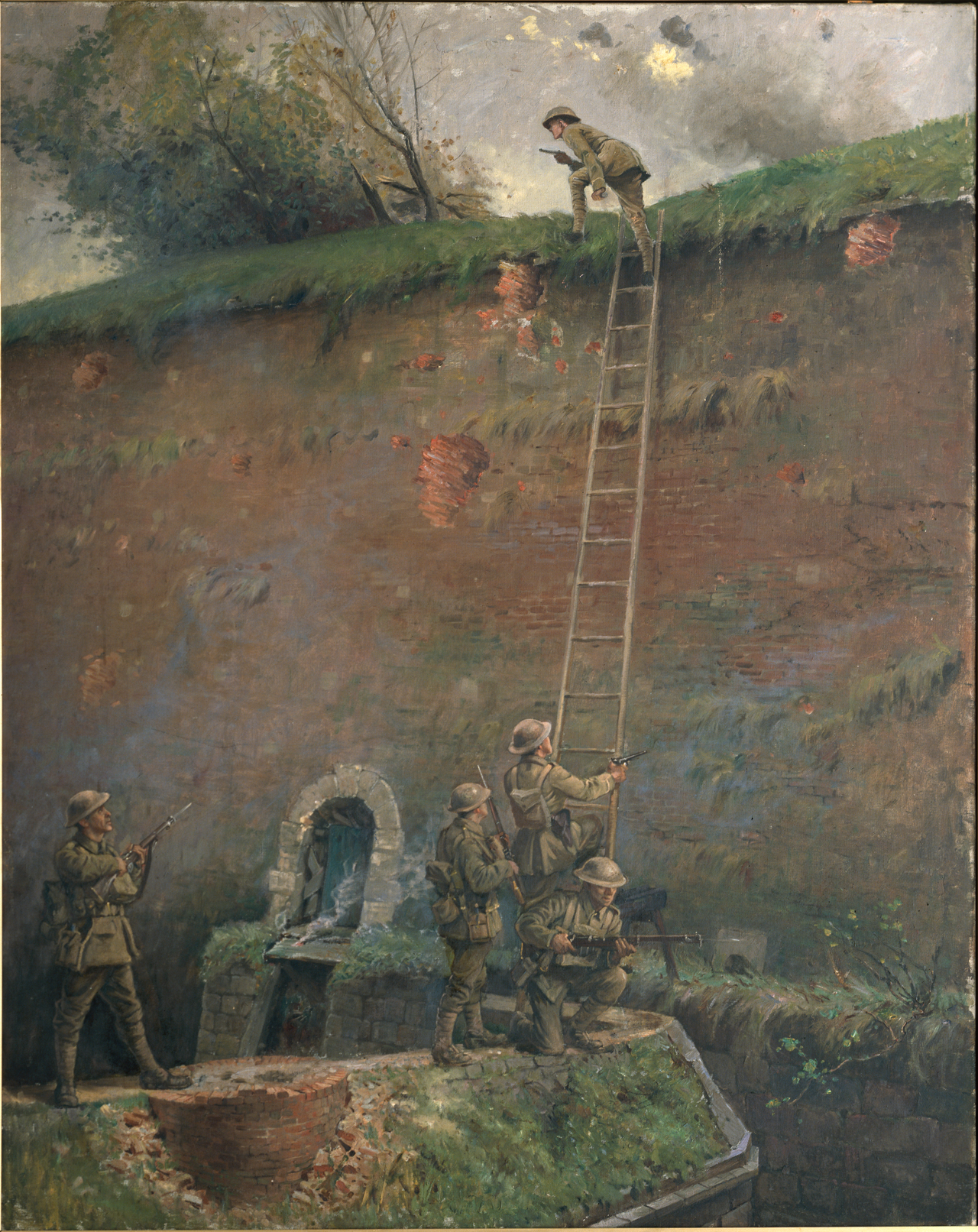
Capture of the walls of Le Quesnoy, 1920